# Pont de la Pyle
Le pont de la Pyle est un pont en poutre-caissons en béton précontraint franchissant le lac de Vouglans entre Maisod et Orgelet, dans le département du Jura, en Franche-Comté.

## Étymologie
Le nom du pont provient du nom de « cluse de la Pyle » (ou « défilé de la Pyle ») qui désignait le passage que l'Ain franchissait à travers la montagne avant la mise en eau du barrage au niveau du pont actuel. Le mot Pyle proviendrait du grec Pulè qui signifie porte ou défilé ou bien du latin Pylae, Pylarum qui signifie portes d'un pays, gorges, défilé ou pas (dans le sens de « passage »).

## Géographie
Le pont de la Pyle est situé dans le massif du Jura, dans le centre-sud du département, sur le territoire des communes de La Tour-du-Meix (ouest) et de Coyron (est). Supportant la route départementale 470 (ancienne route nationale 470), il franchit la retenue artificielle du lac de Vouglans, située 24 m en contrebas et formée sur la rivière de l'Ain. Le tablier du pont est situé à une altitude de 453 m. Le pont est un lien entre le premier plateau du Jura et le parc naturel régional du Haut-Jura.

## Histoire

### Antiquité
La cluse de la Pyle fut une voie de passage importante dès l'Antiquité entre la Séquanie et l'Helvétie. Pendant cette période, elle permettait d'acheminer le sel des salines de Lons-le-Saunier et de Salins-les-Bains vers les cités du sud et de l'est de la Gaule romaine, et fut plus tard, une route de pèlerinage vers l'abbaye de Condat (l'actuelle Saint-Claude). Pendant l'époque romaine, un pont en pierre permettait le franchissement de l'Ain sur la voie romaine reliant Orgelet à Villards-d'Héria ; afin de garantir la sécurité du passage, la zone de la cluse était fortifiée,.

### Moyen Âge
Le pont romain en pierre s'effondra au XIIe siècle. Le passage à gué était possible, mais uniquement de manière intermittente en raison des nombreuses crues qui bloquaient le passage. Le franchissement de la rivière était alors possible par un bac, moyennant le paiement d'un péage. Cependant, durant l'hiver ou à la suite de violents orages, la crue de l'Ain empêchait le franchissement de la rivière par le bac et obligeait les voyageurs à faire un détour en franchissant la rivière à Pont-de-Poitte, à 15 km plus au nord, puis de rejoindre Moirans ou Saint-Claude via Clairvaux. Le passage du bac était très fréquenté, principalement par les messagers de la poste faisant la liaison Lons-le-Saunier - Saint-Claude et les voyageurs qui partaient se ravitailler en grains aux marchés et foires d'Orgelet.

### Époque moderne
Il faut attendre l'année 1773 pour que soit lancée la construction d'un nouveau pont, à la suite des demandes de nombreuses communautés riveraines, Orgelet et Saint-Claude au premier chef. L'ingénieur en chef de la province, M. Bertrand, proposa un projet de construction d'un pont en pierre long de 114 pieds, composé d'une arche unique, dont la voûte serait situé à 60 pieds de hauteur, reposant sur deux piles ; le principe de la construction d'un pont en pierre est accepté par l'intendant et les travaux débutent. Le 7 août 1773, alors que la voûte est quasiment achevée, cette dernière s'écroule dans la rivière. L'enquête menée par le magistrat d'Orgelet démontre que la chute est dû à « des fautes que l'on a commises dans la direction et l'exécution des ouvrages et la mauvaise qualité des bois employés dans les cintres ». En conclusion, il demande que les villes d'Orgelet et de Saint-Claude et leurs bailliages ne paient pas les dégâts et « de faire retomber les dépenses sur ceux qui en sont les auteurs ».
Malgré l'assurance de la construction d'un nouveau pont, les travaux ne reprennent pas, ni en 1779, ni en 1780. La municipalité d'Orgelet s'adresse alors au marquis de Marnezia qui effectue les démarches pour hâter le lancement de la nouvelle construction. Les travaux reprennent en août 1780 avec la taille de nouvelles pierres, mais il s'avère rapidement que la construction d'un tel pont sera beaucoup trop onéreuse. Est décidée alors l'option de bâtir un pont en bois qui est achevé en 1783.

### Époque contemporaine
Le 10 juillet 1803, une crue emporte le pont de bois. Un nouveau pont, toujours en bois, est érigé en 1811, mais il est sabordé en 1814 par ordre du préfet pour freiner l'avance des armées des coalisés. En 1818, un nouveau pont est achevé, mais de nombreuses défectuosités le font refuser par le Service des Ponts et Chaussées, ce qui conduit à sa démolition. Un pont long de plus de 38 m et surmonté d'une galerie couverte est bâti en 1820. Cependant, les crues successives et les intempéries exigent d'effectuer sur ce pont de nombreux travaux de réhabilitation. En 1860, la commune de La Tour-du-Meix déclare que le pont n'est plus praticable, ni même réparable et adopte le principe de sa destruction qui serait suivie de la vente des matériaux. Les revenus de cette vente seraient utilisés, en plus des subventions des communes et du département, pour la construction du nouveau pont, qui cette fois est bâti en fer.
En attendant la mise en service du pont de fer, le bac est rétabli avec droit de péage. Un premier projet de pont en fil de fer est proposé, mais les difficultés pour le réaliser sont telles qu'il est abandonné le 2 novembre 1881 et la réparation temporaire du pont de bois pour la somme de 13 000 francs est envisagée. S'ensuit un projet de pont suspendu avec droit de péage, mais il est avorté. Ce n'est qu'au tout début du XXe siècle que le pont de fer voit le jour. Il s'agit d'un pont en tablier de fer avec plancher en bois reposant sur deux piliers d'environ 12 m de haut. Cependant, il souffre d'un nombre important de défauts (voie trop étroite, détérioration rapide du plancher...), ce qui conduit en 1936 à un nouveau projet de construction prévoyant un pont comportant une chaussée large de 3 m, ainsi que deux trottoirs larges de 70 cm. La situation politique de l'époque ne permet cependant pas la mise en place de tels travaux et l'administration se résout juste à procéder à des travaux de réfection et à réglementer le passage du pont par arrêté préfectoral le 14 avril 1939. Ainsi, la circulation est interdite aux véhicules à deux roues pesant plus de 1,5 tonne et aux véhicules à quatre roues pesant plus 2 tonnes (chargement compris) et la vitesse des automobiles est limitée à 4 km/h.

### Pont actuel
La mise en service du barrage de Vouglans et la création du lac artificiel qui allait noyer la vallée nécessita la conception d'un nouveau pont qui fut confiée à Jean Courbon. Ce pont fut construit pendant les années 1966 et 1967 et mis en service en 1968. Une fois achevé, la stabilité du pont fut testée, puis la résistance de la structure fut mise à l'épreuve avec la circulation d'une série de camions totalisant pas moins de 800 tonnes. L'ancien pont en fer fut sectionné en son milieu, mais les entrepreneurs furent surpris par la montée rapide des eaux du lac et ne purent récupérer les matériaux de cette structure qui repose désormais dans le fond du lac.

## Structure

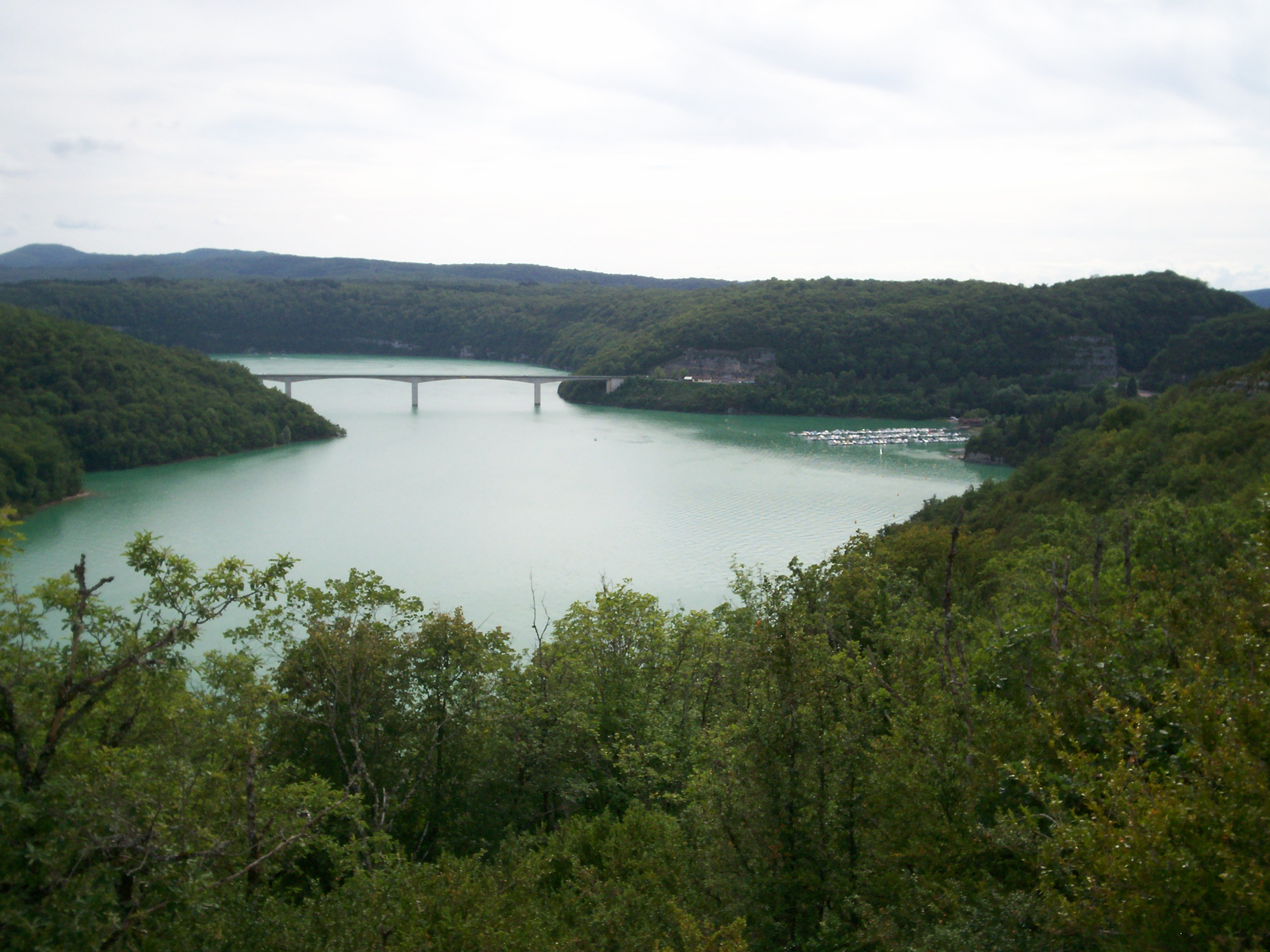
Vue générale du pont de la Pyle

Le pont de la Pyle est un pont à poutres, construit en encorbellement symétrique, reposant sur trois piles construites en béton armé respectivement hautes de 50, 55 et 60 m, ainsi que deux culées. L'ouverture totale du pont est de 350 m, subdivisée en quatre travées ; les deux travées de rive sont longues de 65 m, tandis que les deux travées centrales sont longues 110 m.
Le tablier, construit en béton précontraint, est long de plus 385 m, pour une largeur de 9,5 m. La mise en place du tablier se fit à partir de chaque pile de part et d'autre desquelles partaient deux équipes mobiles qui avancèrent vers la pile opposée tout en maintenant la structure en équilibre. Cette technique de construction donna aux piles l'aspect de balances géantes équipées de fléaux de plus 55 m de long. Les mètres de vide restants qui séparaient encore les morceaux du tablier furent comblés par coffrage.